# ماتیا پاگلیوکا
ماتیا پاگلیوکا (انگلیسی: Mattia Pagliuca؛ زادهٔ ۲۵ آوریل ۲۰۰۲) بازیکن فوتبال اهل ایتالیا است.